# Kirpi
BMC Kirpi (Кірпі́, укр. «Їжак») — бронетранспортер, машина із захистом від мін і засідок класу (MRAP) турецького виробництва компанії BMC. Kirpi забезпечує значний захист від мін і балістичних загроз. Він поєднує в собі стандартну та додаткову броню, що забезпечує захист від балістичних загроз, а його V-подібна форма днища та монокок дозволяють захищати персонал усередині від наземних мін та саморобних вибухових пристроїв (IED).
BMC Kirpi — це важкий бронетранспортер, головне завдання якого — перекидати особовий склад з одного місця в інше, одночасно захищаючи його від усіх видів загроз. Однак він може виконувати різні оперативні ролі, будучи оснащеним необхідним обладнанням.

## Характеристики
Контракт на проектування було укладено в 2009 році, а поставки почалися в 2014 році.
Його броньований корпус забезпечує захист від бронебійних снарядів і осколків артилерійських снарядів. Деякі транспортні засоби були оснащені бронею-кліткою для захисту від снарядів РПГ.
У Kirpi є амортизаційні сидіння та аксесуари в салоні, система GPS, камера заднього виду та автоматична система пожежогасіння. Він має п'ять вогневих отворів і чотири куленепробивних вікна з кожного боку десантного відділення.
Він має екрановане місце для навідника на верхній частині даху, яким можна керувати вручну та обертатися на 360 градусів. Машина може бути озброєна 7,62-мм або 12,7-мм кулеметом, а також доступна з дистанційно керованими озброєннями.